# Ulica Żytnia w Kielcach

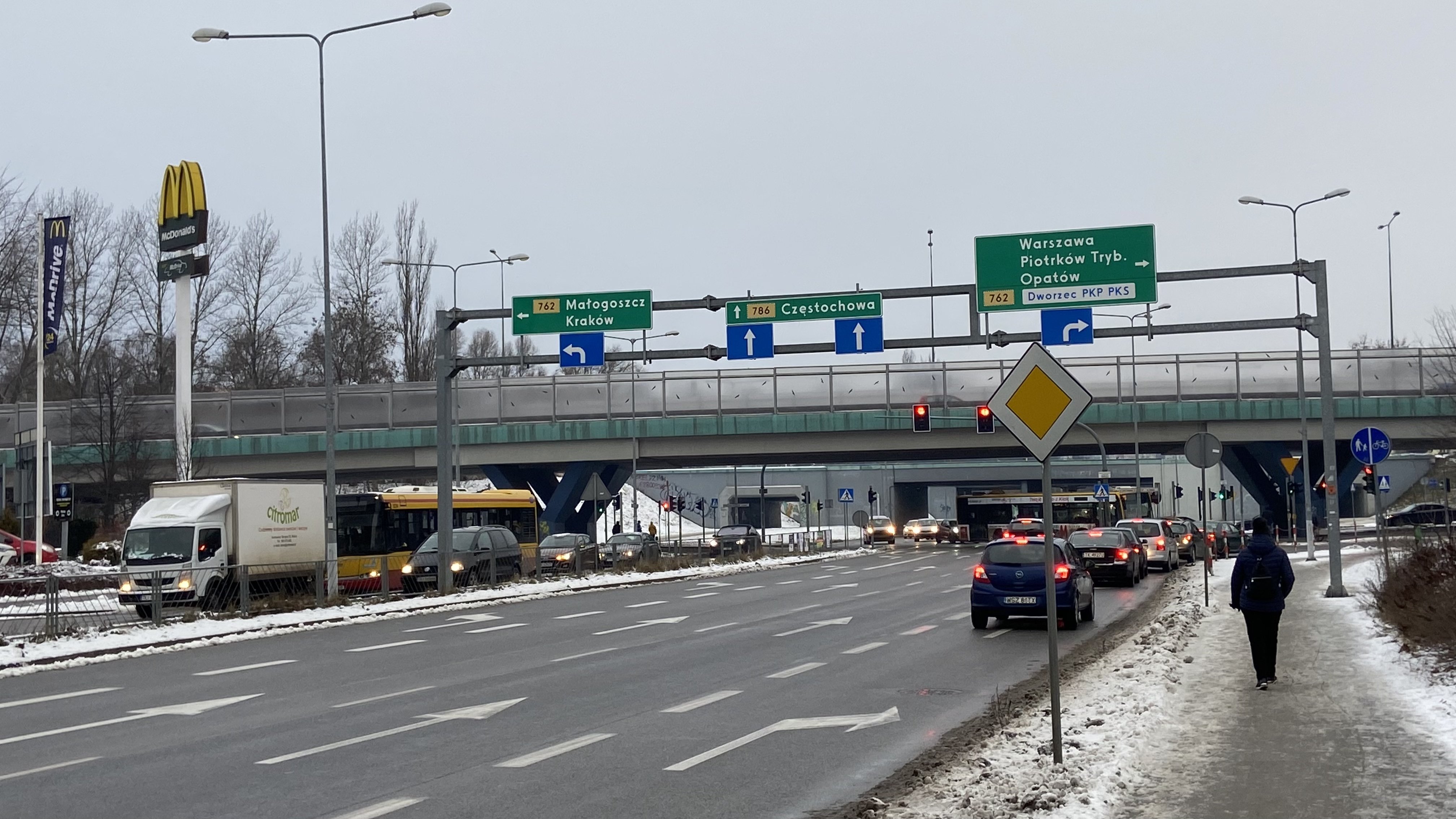
Węzeł Kielce-Żytnia wybudowany w 2013 roku (widok od ulicy Żytniej)

Ulica Żytnia w Kielcach (wcześniej także ulica Jana Waligóry) – jedna z ulic Kielc.
Początkowo ulica nazywała się Żytnia. W czasach okupacji niemieckiej przemianowano ją na Kornstraße, po wojnie przywrócono polską nazwę. Następnie nosiła imię Jana Waligóry, lecz w latach 90. XX wieku powrócono do starej nazwy. 
W latach 50. XX wieku rozpoczęto budowę dwupasmowej ulicy Żytniej, która później została połączona z ulicą Grunwaldzką poprzez wybudowanie wiaduktu kolejowego oraz w ciągu ul. Mielczarskiego. Spowodowało to wzrost znaczenia ul. Żytniej jako ulicy tranzytowej. 
Ulica Żytnia biegnie od skrzyżowania z ulicami: Grunwaldzką, Armii Krajowej i Żelazną do ronda Jerzego Giedroyca. Posiada po dwa pasy ruchu w obie strony. W 2000 roku została wyremontowana.
Przy ulicy Żytniej znajduje się hala widowiskowo-sportowa, a także sklepiki, kioski, bary, furgonetka-bufet i stacja benzynowa.
W latach 2011–2013 trwały prace nad budową Węzła Żytnia. Nad skrzyżowaniem z ulicami Armii Krajowej i Żelaznej powstał wiadukt o długości 350 metrów, który zapewnił bezkolizyjny i szybki przejazd. Były to pierwsze dwie estakady na terenie miasta.
W Kielcach znajdują się de facto dwie ulice noszące nazwę Żytniej. Obie są do siebie równoległe i oddalone o około 10 metrów. Pierwsza z nich powstała już w latach 20. XX wieku, natomiast druga (dwupasmowa) – w latach 50. XX wieku.
Ulica Żytnia jest też jednym z największych węzłów przesiadkowych w Kielcach. Przez łącznie 4 przystanki (Żytnia i Żytnia I) kursują 24 linie autobusowe, co stanowi prawie połowę wszystkich linii autobusowych w Kielcach.